# Cyklon Tracy
Cyklon Tracy – cyklon tropikalny, który w Wigilię 1974 roku zniszczył miasto Darwin w Australii.
20 grudnia 1974 roku nad wodami Morza Arafura na północnym wybrzeżu Australii pojawiła się formacja chmur burzowych. Obserwowanemu za pomocą satelity meteorologicznego ESSA-8, cyklonowi nadano dzień później imię Tracy. Cyklon przesuwał powoli na południowy zachód od miasta Darwin. Sądzono, że ominie to miasto. Jednak 23 grudnia Tracy nagle zmienił trasę i zaczął się przemieszczać na wschód, wprost na Darwin. Na domiar złego zaczął gwałtownie przybierać na sile, osiągając czwarty, przedostatni stopień w skali siły cyklonów.
Mieszkańcy Darwin zostali zaskoczeni dokładnie w Wigilię Bożego Narodzenia. Wiatr w porywach zaczął osiągać 300 km/h. W samym Darwin podmuchy wiatru miały prędkość 217 km/h. Huraganowi towarzyszyły potężne ulewy, które doprowadziły do masowych powodzi. Zginęło 71 osób, a dwadzieścia tysięcy ludzi straciło dach nad głową. Siedemdziesiąt procent miasta Darwin zostało zrujnowane. Straty oszacowano na koło 837 mln dolarów. Okazało się, że w momencie uderzenia w Darwin cyklon osiągnął piątą skalę siły cyklonów.
Tracy został uznany za najbardziej zwarty masowo cyklon w historii.
Po tragedii rozpoczęła się masowa ewakuacja ocalałych. W ciągu roku populacja spadła z 47 000 do 33 000. Odbudowa miasta zajęła kilka lat i pochłonęła miliardy dolarów.